# Hammarby IF Bandyförening

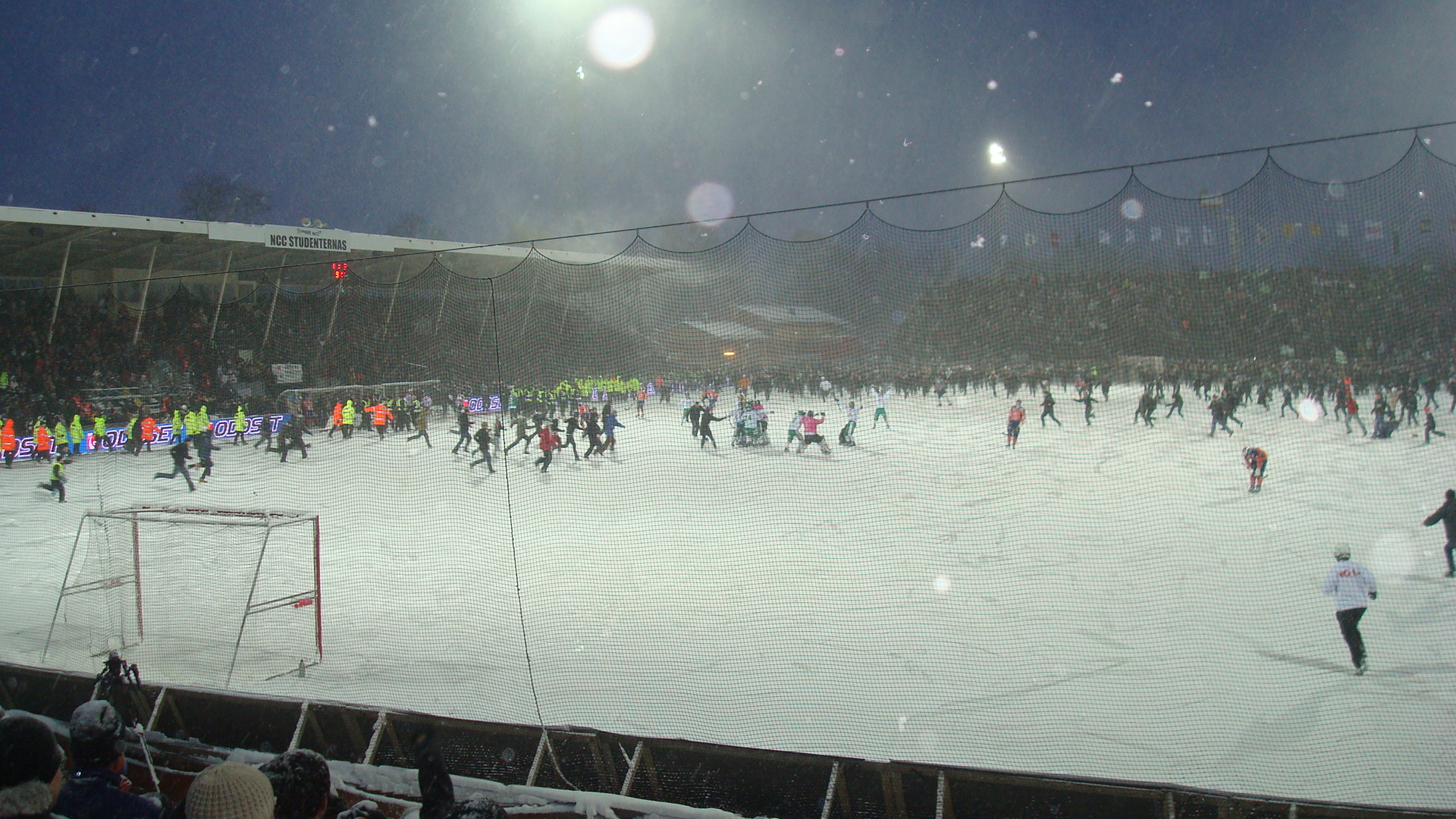
Hammarby har precis vunnit SM för första gången

Hammarby IF Bandyförening, Hammarby Bandy, är bandysektionen inom idrottsföreningen Hammarby IF i Stockholm, Sverige. Herrlaget har blivit svenska mästare två gånger, första gången säsongen 2009/2010, andra gången säsongen 2012/2013. Sedan säsongen 1995/1996 har laget befunnit sig i Sveriges högsta division.

## Historia
Hammarby IF tillhör de äldsta sportklubbarna i Sverige med bandy på programmet. 1905 tog Hammarby IF upp bandy på programmet och då var det flera andra stockholmslag som hade med bandy på programmet - AIK, IFK Stockholm, Djurgårdens IF, IF Swithiod och Djursholm. Lagen spelade bland annat vänskapsmatcher och lokala turneringar. Lagen möttes i vänskapsmatcher och mindre serier.
1906 övertog Svenska Fotbollförbundet organisationen av bandyn i Sverige. Svenska mästerskap i bandy hade premiär 1907 men Hammarby IF lyckades inte kvalificera sig till svenska mästerskapets slutspel förrän 1916. Förutom cuptävlingar som svenska mästerskap och distriktsmästerskap, som från början hade svårt att samla lag, började flera lokala serier dyka upp Stockholmsområdet. 1911 startade Pokalserien, som somnade in under 1990-talets mildvintrar för att under 2000-talets första decennium återigen starta. 1914 spelade Hammarby IF i en lokal söderserie mot lag som Lunda SK, IF Linnéa, Södermalm, Johanneshof, Nacka och Reymersholms IK. Andra lokala bandyserier dessa år var: Reymersholms bandyserie, Bandyserien 1915, Södra bandyserien, Bandyalliansen, Tvåårsserien, Kungsholms bandyserie och Åttaklubbsserien. Hammarby IF spelade med i flera av serierna, och först vid bildandet av Stockholms Bandyförbund 1933 blev det mer "ordning" på Stockholms seriesystem.
1915 tog bandyn i Hammarby IF fart rejält och det berodde mest på att Klara SK gick upp i föreningen och då fick klubben ett stort tillskott av unga killar som spelade bandy. Klara hade bland annat vunnit "pokalserien" 1913. Dessutom hade Hammarby IF samma år fått sin egen idrottsplats, Hammarby IP eller Kanalplan, som den också brukar kallas. Denna invigdes den 12 september 1915. Ungdomen på "söders höjder" drogs direkt till den nya idrottsplatsen.

Hammarbys bandylag, år 1946.

I svenska mästerskapet 1916 lyckades Hammarby IF kvalificera sig för slutspel för första gången då man besegrade Mariebergs IK med 4-1. I kvartsfinalen ställdes man mot Djurgårdens IF och förlorade med 1-4. I svenska mästerskapet 1917 vann Hammarby IF med 7-0 över Västerås SK för att i kvartsfinalen förlora med 1-3 mot Djurgårdens IF.
1918 uppgick Johanneshovs IF i Hammarby IF, vars bandy- och fotbollstrupper förstärktes. Bland annat kom Samuel "Sampo" Bengtsson, som också var framgångsrik fotbollsspelare och spelade nio matcher för Hammarby IF i Sveriges högsta division säsongen 1924/1925.
I svenska mästerskapet 1919 utklassade man AIK med 14-1 för att därefter förlora med 0-1 mot IFK Uppsala i kvartsfinalen. Samma år kvalificerade sig B-laget för final i Pokalserien, då man slog AIK B, med bland andra Torsten Tegnér, med 3-1 på Hammarby sjö då "Topsy" Lindblom, sedermera Nalens chef, avgjorde. 1921, då Hammarby IF tog upp ishockey och i första matchen besegrat IF Linnéa med 7-5, vann Hammarby IF:s bandylag med 7-3 mot IFK Uppsala efter framgångsrikt spel av Hammarby IF:s centerhalv Per Gösta "Pegge" Nilsson storspelat, som var en av flera förstärkningar från Klara SK och även han spelade två matcher för Hammarby IF i Sveriges högsta division säsongen 1924/1925. Matchen ingick dock inte i svenska mästerskapet. Senare under 1921 fick Hammarby IF stryk av med 1-8 mot IK Göta på Lugnet. 1922 gick Hammarby IF till distriktsmästerskapsfinal, där man förlorade med 0-1 mot IK Göta. Under 1920-talet inledde Hammarby IF:s juniorlag i bandy en framgångsrik epok, och blev distriktsmästare såväl 1924 som 1926.
I slutet av 1920-talet etablerade sig Hammarby IF i bandytoppen och laget har sedan Division I hade premiär den 6 januari 1931 tillhört bandyns högsta eller näst högsta division i Sverige. Då Hammarby IP öppnades fick bandyn en landbana på Södermalm, men spelet på Hammarby sjös is fortsatte. Även vid skridskobanan "Handfatet" på Årstaviken under gamla Liljeholmsbron och sjön Trekanten öppnades en bana säsongen 1924/1925, där klubben spelade Hammarby långt in på 1940-talet.
I svenska mästerskapet 1925 gick Hammarby IF vidare till andra omgången, där man förlorade med 1-4 mot IFK Uppsala. Per Gösta "Pegge" Nilsson, Erik "Burret" Larsson, Sigge Öberg och Jocke Ström, under lång tid föreståndare på Hammarby IP, tillhörde de mer framgångsrika spelarna denna säsong. I svenska mästerskapet 1928 vann man två matcher i slutspelet, 3-2 mot Västerås BK och 3-2 mot IF Linnéa innan man i kvartsfinalen förlorade med 2-6 mot IK Sirius. Utanför svenska mästerskap besegrade man även AIK med 4-0 och IFK Uppsala med 6-4. Sigge Öberg, Berra Lundell och Acke Nilsson tillhörde de mer framgångsrika spelarna denna säsong.
1929 ställde Hammarby IF upp med två lag, ett i svenska mästerskapet och ett i Pokalserien i Stockholm, som man vann. I svenska mästerskapet ledde man med 4-0 och 5-2 hemma på Hammarby IP mot Skutskärs IF, som dock vände och vann matchen med 6-5, detta under lagets första match i Stockholm. 1930 deltog Hammarby IF i sexlagsserien, där Sverige testade ett landsomfattande seriesystem i bandy, och slutade på femte plats, medan B-laget samma säsong vann Pokalserien medan juniorlaget blev distriktsmästare.
Hammarby IF fanns med i Division I 1931 och kom sedan att pendla mellan Division I och Division II. Efter slutseger i Division I norra 1957 fick laget spela svensk mästerskapsfinal, där man fick stryk med 1-2 mot Örebro SK på Stockholms stadion inför drygt 26 000 åskådare.  Hammarby spelade i Division I i bandy 1978/1979 där laget slutade som klar jumbo med fyra inspelade poäng. Efter det dröjde det till 1990-talet innan klubben åter spelade i den svenska förstadivisionen.

## Nysatsningen på 1990-talet och framåt

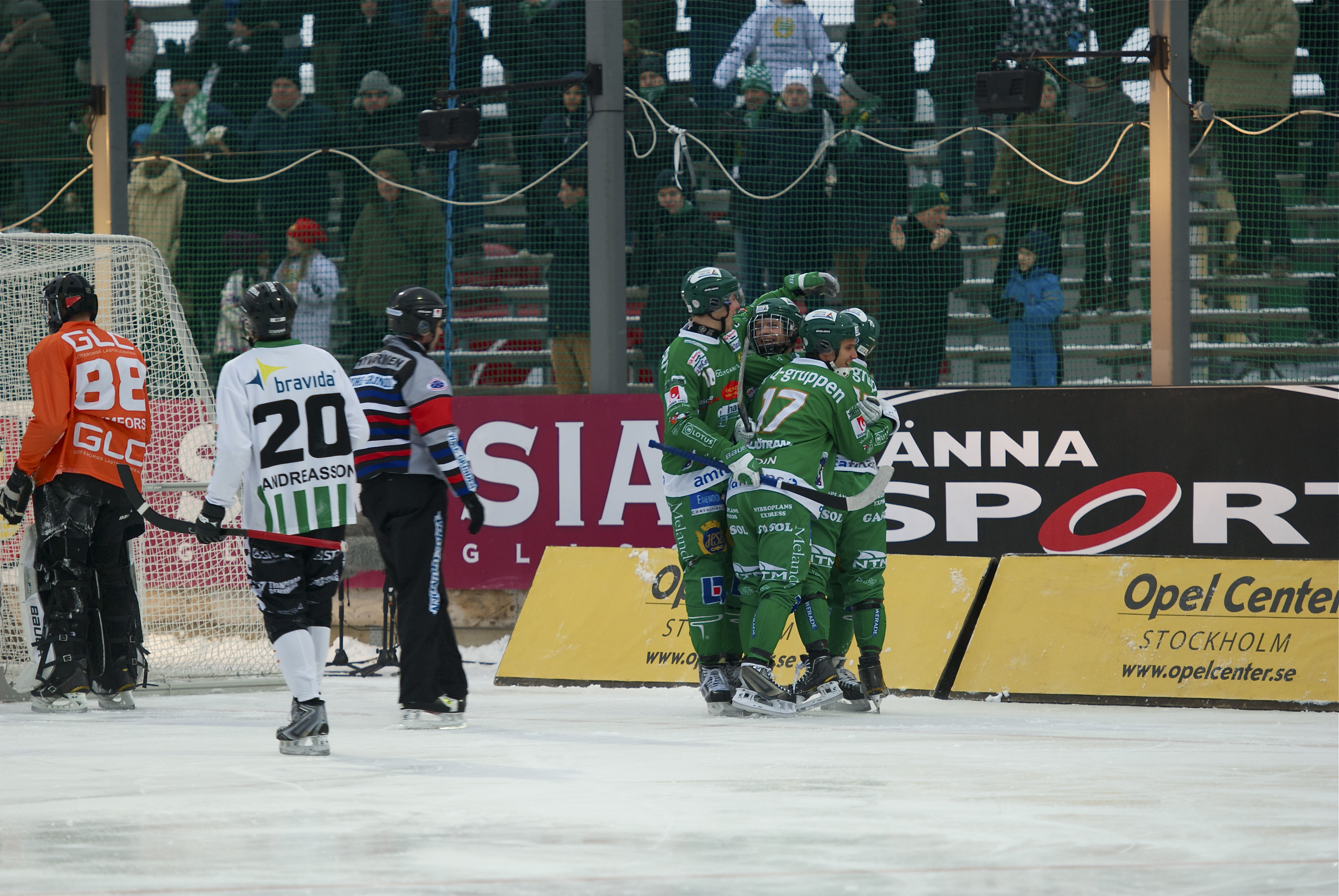
Hammarby firar ett mål mot GAIS Bandy 2012.

Hammarby IF har sedan mitten av 1990-talet satsat hårt för att bli svenska mästare i bandy. Under säsongen 1994/1995 tog Hammarby IF återigen steget upp Sveriges i högsta division, som man senast hade lämnat säsongen 1978/1979. Det verkliga lyftet för bandyn i Stockholm och Hammarby IF kom inför säsongen 1996/1997 när man värvade Jonas Claesson från Vetlanda BK, och samma säsong nådde såväl Elitserien som SM-kvartsfinal. Efter det har klubben värvat både etablerade stjärnor och lovande ungdomar. Även tränar- och ledarstaben har fått viktiga tillskott från Vetlanda, före detta tränaren Stefan Karlsson och klubbdirektören Thomas Fransson har tillhört Vetlanda BK:s organisation.

### SM-finaler
Hammarby IF har sedan noterats för SM-finalförluster åren 2000 (5-8 mot Sandvikens AIK), 2001 (3-4 mot Västerås SK), 2003 (4-6 mot Sandvikens AIK, 2004 (6-7 mot Edsbyns IF), 2006 (2-6 mot Edsbyns IF) och 2007 (3-4 mot Edsbyns IF i sudden death). Den 14 oktober 2007 vann Hammarby IF för första gången Svenska cupen, då Sandvikens AIK besegrades med 4-2 i finalmatchen i Edsbyn Arena. 
Den 15 oktober 2007 beslutade klubben att bilda ett aktiebolag, Hammarby Bandy AB (HBAB), med syfte att sköta klubbens elitjunior- och seniorverksamhet, det vill säga A-lag och P-19-lag. Detta bolag introduceras den 21 december 2007, och blir det första bandyaktiebolaget i Sverige sedan Svenska Bandyförbundet den 16 juni 2007 beslutat att godkänna bolagisering av medlemsklubbarna, i enlighet med stadgarna från Riksidrottsförbundet. Barn- och ungdomsverksamheten ligger dock kvar i Hammarby IF Bandyförening.
I Elitserien säsongen 2007/2008 slutade laget på fjärde plats, men slog alla lag i grundserien minst en gång. I SM-slutspelet blev man utslagna av Sandvikens AIK i semifinalerna.
Säsongen 2008/2009 slutade laget på sjätte plats i Elitserien, och slogs i SM-slutspelet ut av Sandvikens AIK med 0-2 i matcher i kvartsfinalspelet efter förlust med 4-10 i första matchen och 4-5 i andra. Under säsongen fick man förstärkning från ett antal gamla Hammarby Bandy spelare som återvänt ifrån Ryssland. Det spelare som återvände var - Stefan Erixon, Olov Englund, Kalle Spjuth, David Karlsson, Robin Sundin, Jesper Eriksson. Trots de stora namnen på pappret som återvände till Hammarby IF före jul, så lyckades man inget vidare. Hammarby IF:s toppforward. David Karlsson gjorde hela 37 mål och vann då Hammarbys skytteliga.
I World Cup 2009 stod Hammarby IF som turneringens slutsegrare, i finalen slog man ryska HK Zorkij med 6-2.
2014/2015 var Hammarby IF väldigt nära att ta sig till final. Efter en fjärdeplats i Elitserien, och en väldigt jämn kvartsfinal mot IFK Vänersborg som slutade 3-2 i matcher till Hammarby. Semifinalerna såg lovande ut, och Hammarby vann första mötet mot Sandvikens AIK 4-3 på bortaplan, och sedan 10-8 hemma på Zinkensdamm (straffar). Sedan vände Sandviken och vann två matcher, och det avgjordes i den sista matchen där Hammarby ledde större delen av matchen, som dock slutade 7-5 till Sandviken.

### Svenska mästare
Då säsongen 2009/2010 var över stod laget för första gången som svenska mästare, efter att ha besegrat Bollnäs GoIF med 3-1 i finalen på Studenternas IP i Uppsala. Detta var Hammarby IF:s åttonde final och första seger. Finalen mellan Hammarby och Bollnäs år 2010 spelades under svåra väderförhållanden med kraftigt snöfall. Med anledning av snöfallet beslutade arrangörerna att genomföra matchen i tre perioder om 30 minuter, i syfte att möjliggöra effektiv snöröjning mellan perioderna. 2013 blev Hammarby IF återigen svenska mästare då man slog Sandvikens AIK i finalmatchen. Detta var första gången matchen spelades på Friends Arena, vilket gav upphov till spekulationer för svenskt bandypublikrekord. Spekulationerna blev sanna då 38457 åskådare tog sig till arenan, en ökning på ungefär 10 000 från det tidigare rekordet 28 848.
I World Cup 2010 förlorade Hammarby IF finalen mot ryska Dynamo Kazan med 1-3.